# Луис Техада
Луис Техада (шп. Luis Carlos „Matador” Tejada Hansell; Панама сити, 28. март 1982 — Сан Мигелито, 28. јануар 2024) био је панамски фудбалер.

## Каријера
Рођен 28. марта 1982. године у граду Панами. Поникао је у млађим категоријама фудбалског клуба Тауро.
Сениорску каријеру је започео 2001. године у првом тиму Таура, у којем је те године играо на 26 утакмица првенства. Након тога, од 2002. до 2009. године играо је у клубовима Пласа Амадор, Депортез Толима, Енвихадо, Ал Аин, Онсе Салдас, Реал Салт Лејк, Америка де Кали, Миљонариос и Тауро.
Запажене игре су га препоручиле перуанском клубу Хуан Ауричу, коме се придружио 2010. године. Играо је за екипу у наредне две сезоне. Већину времена проведеног у клубу био је стандардни првотимац.
Током периода 2012-2014. бранио је боје клубова Толука, Веракруз (на позајмици) и Универсидад Сесар Ваљехо.
Вратио се 2015. године у клуб Хуан Аурич. Од тада је у националном првенству играо за екипу на 34 утакмице.

## Репрезентација
У 2001. години дебитовао је на званичним утакмицама за сениорску репрезентацију Панаме. Техада је заједно са Бласом Перезом најбољи стрелац Панаме у историји са 43 постигнутих голова.
Панама је успела први пут да избори директан пласман на Светско првенство 2018, победом над Костариком од 2:1.
Био је уврштен у састав Панаме на Светском првенству у Русији 2018. године.

## Трофеји

### Хуан Аурич
- Примера Дивисион (Перу) : 2011.